# Terapia craniossacral
Terapia craniossacral também chamada TCS ou Terapia CranioSacral é um método de terapia manual usada por fisioterapeutas, massoterapeutas, naturopatas, quiropatas e osteopatas. A sessão de terapia craniosacral consiste no toque, em sintonia com aquilo que eles chamam de sistema craniossacral. Um praticante de terapia craniossacral também pode aplicar toques leves na cabeça e quadril do paciente, com o intuito de modificar o sistema craniossacral através do trabalho em restrições fasciais.
De acordo com a American Cancer Society, embora TCS possa aliviar os sintomas de estresse ou tensão, "a evidência científica disponível não suporta alegações de que a terapia craniosacral ajuda no tratamento de câncer ou qualquer outra doença". A TCS foi caracterizada como pseudociência e sua prática foi chamada de charlatanismo.
A osteopatia craniana recebeu uma avaliação semelhante, com um artigo de 1990 concluindo que não havia base científica para qualquer das reivindicações dos profissionais que o documento examinou.

## Descrição
Através de um trabalho suave com a Coluna vertebral, o esqueleto e as suturas cranianas, diafragmas, e fascia, as restrições de passagens nervosas são ditas, o movimento de CSF através da [medula espinhal]] pode ser otimizado e os ossos desalinhados são devolvidos à sua posição correta. Os terapeutas craniosacrais usam a terapia para tratar estresse mental, dor no pescoço e dor nas costas, enxaqueca, síndrome de TMJ e para condições de dor crônica, como a fibromialgia. Não há suporte científico para os principais elementos do modelo subjacente e há pouca evidência científica para apoiar a terapia e métodos de pesquisa que podem avaliar conclusivamente a eficácia da terapia não foram aplicados.

## História
A terapia craniosacral foi desenvolvida por John Upledger, na década de 1970, como um tipo de osteopatia no campo craniano. Enquanto olhava para um crânio desarmado, Sutherland ficou impressionado com a ideia de que as suturas cranianas do osso temporal onde eles encontraram os ossos parietais eram "chanfadas" como a brânquia de um peixe, indicando mobilidade articular para um mecanismo respiratório ". A ideia de que os ossos do crânio poderiam se mover era contrária à crença anatômica contemporânea.